# Jimmy Nilsen
Jimmy Nilsen (ur. 16 listopada 1966 w Sztokholmie) – szwedzki żużlowiec.
W roku 1983 zdobył brązowy medal Młodzieżowych Mistrzostw Szwecji. Rok później w tej samej kategorii wiekowej wywalczył tytuł mistrza kraju. W finałach indywidualnych mistrzostw Szwecji seniorów startował łącznie 16 razy (w latach 1983–1999), zdobywając 5 medali: 1 złoty (1996), 1 srebrny (1984) i 3 brązowe (1986, 1987, 1994). W latach 80. i 90. był podstawowym zawodnikiem reprezentacji Szwecji, wielokrotnie startując w zawodach o drużynowe mistrzostwo świata oraz mistrzostwo świata par. W swoim dorobku posiada 7 medali mistrzostw świata zdobytych wraz z drużyną (4 srebrne: 1991, 1992, 1998 i 3 brązowe: 1988, 1989, 1997, 2001) oraz 2 medale srebrne zdobyte w turniejach parowych (1989, 1991).
W roku 1985 zdobył w Abensbergu tytuł wicemistrza świata juniorów. W latach 1986–1992 wystąpił w pięciu finałach indywidualnych mistrzostw świata, w latach 1986 i 1987 dwukrotnie zajmując IV miejsca, zaś w 1990 i 1991 roku – miejsca V. W latach 1997–2001 występował w cyklu Grand Prix, w roku 1998 osiągając największy sukces w karierze – tytuł wicemistrza świata. W kolejnym roku cykl Grand Prix ukończył na wysokim, IV miejscu.
W latach 1991–2000 występował w polskich ligach żużlowych, kolejno w klubach: Morawski Zielona Góra (1991, 1992), Polonia Piła (1994), GKM Grudziądz (1995), Polonia Piła (1996), Start Gniezno (1997, 1998, 1999) oraz WTS Wrocław (2000). Dwukrotnie zdobył medale drużynowych mistrzostw Polski: w roku 1991 – złoty, natomiast w 1996 – brązowy.

## Osiągnięcia
- Indywidualne mistrzostwa świata
  - 1986 –  Chorzów – 4. miejsce – 11 pkt → wyniki
  - 1987 –  Amsterdam – 4. miejsce – 22 pkt → wyniki
  - 1990 –  Bradford – 5. miejsce – 10 pkt → wyniki
  - 1991 –  Göteborg – 5. miejsce – 10 pkt → wyniki
  - 1992 –  Wrocław – 7. miejsce – 7 pkt → wyniki
  - 1997 – 6 turniejów – 8. miejsce – 71 pkt → wyniki
  - 1998 – 6 turniejów – 2. miejsce – 99 pkt → wyniki
  - 1999 – 6 turniejów – 4. miejsce – 73 pkt → wyniki
  - 2000 – 6 turniejów – 11. miejsce – 42 pkt → wyniki
  - 2001 – 6 turniejów – 21. miejsce – 20 pkt → wyniki
- Indywidualne mistrzostwa świata juniorów
  - 1985 –  Abensberg – 2. miejsce – 13 pkt → wyniki
- Drużynowe mistrzostwa świata
  - 1985 –  Long Beach – 4. miejsce – 2 pkt → wyniki
  - 1986 –  Göteborg,  Vojens,  Bradford – 4. miejsce – 16 pkt → wyniki
  - 1988 –  Long Beach – 3. miejsce – 5 pkt → wyniki
  - 1989 –  Bradford – 3. miejsce – 0 pkt → wyniki
  - 1991 –  Vojens – 2. miejsce – 7 pkt → wyniki
  - 1992 –  Kumla – 2. miejsce – 1 pkt → wyniki
  - 1997 –  Piła – 3. miejsce – 3 pkt → wyniki
  - 1998 –  Vojens – 2. miejsce – 13 pkt → wyniki
- Drużynowy Puchar Świata
  - 2001 – Zawody finałowe odbywały się w  Polsce – 3. miejsce → wyniki
- Mistrzostwa świata par
  - 1988 –  Bradford – 5. miejsce – 17 pkt → wyniki
  - 1989 –  Leszno – 2. miejsce – 23 pkt → wyniki
  - 1990 –  Landshut – 4. miejsce – 18 pkt → wyniki
  - 1991 –  Poznań – 2. miejsce – 8 pkt → wyniki
- Indywidualne mistrzostwa Szwecji
  - 1983 – Mariestad – 4. miejsce – 11+2 pkt → wyniki
  - 1984 – Karlstad – 2. miejsce – 13 pkt → wyniki
  - 1985 – Målilla – 4. miejsce – 11 pkt → wyniki
  - 1986 – Norrköping – 3. miejsce – 11 pkt → wyniki
  - 1987 – Göteborg – 3. miejsce – 11+3 pkt → wyniki
  - 1988 – Kumla – 5. miejsce – 11 pkt → wyniki
  - 1989 – Eskilstuna → wyniki – zakwalifikował się do finału, ale został wycofany przed turniejem
  - 1990 – Sztokholm – 4. miejsce – 10 pkt → wyniki
  - 1991 – Vetlanda – 9. miejsce – 7 pkt → wyniki
  - 1992 – Mariestad – 12. miejsce – 5 pkt → wyniki
  - 1994 – Västervik – 3. miejsce – 10+3 pkt → wyniki
  - 1995 – Kumla – 9. miejsce – 6 pkt → wyniki
  - 1996 – Hallstavik – 1. miejsce – 15 pkt → wyniki
  - 1997 – Vetlanda – 11. miejsce – 6 pkt → wyniki
  - 1998 – Hagfors – 6. miejsce – 10 pkt → wyniki
  - 1999 – Norrköping – 6. miejsce – 8 pkt → wyniki
- Młodzieżowe indywidualne mistrzostwa Szwecji
  - 1983 – Visby – 3. miejsce – 11+2 pkt → wyniki
  - 1984 – Nässjö – 1. miejsce – 12+3 pkt → wyniki